# Giovanni Innocenzo Martinelli

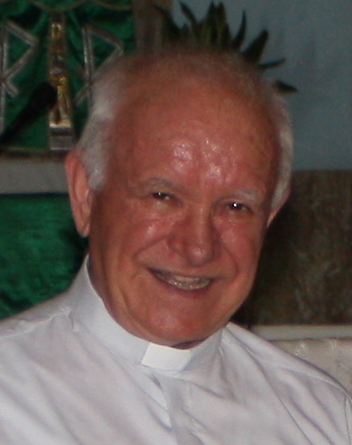
Bischof Giovanni Innocenzo Martinelli OFM (2009)

Giovanni Innocenzo Martinelli OFM (* 5. Februar 1942 in El Khadra, Libyen; † 30. Dezember 2019 in Saccolongo, Italien) war ein italienischer Ordensgeistlicher, römisch-katholischer Bischof und Apostolischer Vikar von Tripolis.

## Leben
Giovanni Innocenzo Martinelli, ältestes von sechs Kindern aus einer veronesischen Familie aus San Giovanni Lupatoto, wurde in El Khadra, Libyen, geboren. Sein Vater, ein Bauer, folgte einem Aufruf von Mussolini, der ihm 40 Hektar afrikanisches Land zum Anbau und zur Aufzucht von Tieren in Libyen zugewiesen hatte; die Familie Martinelli kehrte 1968 nach dem bevorstehenden Staatsstreich Gaddafis zurück nach Italien.
Martinelli trat bereits mit 14 Jahren, nach dem Tod der Mutter, der Ordensgemeinschaft der Franziskaner (OFM) im Convento San Francesco d’Assisi in Vico Equense bei und empfing am 28. Juli 1967 die Priesterweihe.
Papst Johannes Paul II. ernannte ihn 1985 zum Titularbischof von Tabuda und bestellte ihn zum Apostolischen Vikar des Apostolischen Vikariats Tripolis. Die Bischofsweihe spendete ihm am 4. Oktober 1985 Erzbischof Gabriel Montalvo Higuera, Apostolischer Delegat in Libyen; Mitkonsekratoren waren Joseph Mercieca, Erzbischof von Malta, und José Antonio Peteiro Freire OFM, Erzbischof von Tanger.
Nach dem Anschlag auf die Berliner Diskothek La Belle im April 1986 bombardierte die US-amerikanische Luftwaffe in der Operation El Dorado Canyon die beiden größten libyschen Städte Tripolis und Bengasi, wonach Bischof Martinelli kurzzeitig inhaftiert wurde.
Im Gegensatz zu vielen Angehörigen der internationalen Botschaften blieb Martinelli während des Bürgerkriegs 2011 in Libyen. Nach den Luftangriffen auf Tripolis berichtete er über Dutzende Zivilisten, die durch „die sogenannten humanitären Angriffe“ getötet wurden. Auch während der Auseinandersetzungen mit dem sogenannten Islamischen Staat blieb er in Tripolis, obwohl er mit Enthauptung bedroht wurde. Er war der letzte Italiener, der in der vom IS bedrohten libyschen Hauptstadt lebte.
Papst Franziskus nahm am 5. Februar 2017 seinen altersbedingten Rücktritt an. Er lebte zuletzt in einem Ordenskonvent in Saccolongo und wurde in der Kathedrale von Verona beigesetzt.